# Medicina (canción)
«Medicina» es una canción de la cantante brasileña Anitta,  lanzada el 20 de julio de 2018 (a través de Warner Music Brasil) y escrita por Anitta, Mauricio Montaner (del dúo musical Mau y Ricky), Jon Leone, Mario Cáceres y Andy Clay.

## Antecedentes y lanzamiento
En 2017, Anitta comenzó a expandir su carrera a América Latina y otros mercados. Ese año, anunció un proyecto titulado CheckMate, que consistía en lanzar una nueva canción al mes, en inglés, español o portugués, junto con un videoclip. Debutó con el proyecto «Will I See You» producido por Poo Bear, que se convirtió en su sencillo debut en inglés como artista principal. En octubre, lanzó el sencillo «Is That for Me», una colaboración con el DJ sueco Alesso. Para el lanzamiento de noviembre, la cantante grabó «Downtown», una colaboración con el cantante colombiano J Balvin. El último sencillo del proyecto fue «Vai Malandra», una canción atrevida de funk carioca y trap que, según el artista, sería el golpe de «jaque mate» para completar el proyecto. A principios de 2018, Anitta apareció en «Machika» de J Balvin y también lanzó un sencillo por su cuenta titulado «Indecente».
El 20 de junio de 2018, con el lanzamiento de la nueva plataforma de videos de Instagram, Anitta anunció que comenzaría a promocionar su próximo sencillo exponiendo al mundo cómo es el proceso de elegir un sencillo. Dentro del formato de una serie web, Anitta comenzó a lanzar una serie de capítulos para permitir que los fanáticos fueran testigos de cómo se elegiría el próximo sencillo. Anitta estaba en duda entre «Medicina» y el aún inédito «Veneno», pero finalmente lanzó el primero. Se lanzaron un total de 8 capítulos y mostró estrategias de mercadotecnia, la realización de los videos musicales, entrevistas con los escritores y productores de ambas canciones y una votación que incluyó a ejecutivos de Warner Music, tanto sus adolescentes nacionales como internacionales, así como otros artistas como Alesso, Lele Pons y Rudy Mancuso.
«Medicina» fue compuesta por Anitta, Mauricio Montaner, Mario Cáceres, Andy Clay y su productor Jon Leone. Las voces de los niños escuchadas en la canción son las voces de los hijos de Mario Cáceres: Mia y Sebástian Cáceres.

## Recepción crítica
El sitio web Vulture denominó la canción como una de las cinco mejores canciones lanzadas en aquella semana, describiéndola como «imposiblemente infeccioso». Jessica Roiz de Billboard dijo que la canción «es tan contagioso y cautivante como todas sus otras canciones» y que lo que destaca aún más es su «colorido video musical que nos lleva alrededor del mundo».

## Video musical

### Video oficial
Dirigido por 36 Grados, el videoclip que lo acompaña se estrenó en Vevo el mismo día del lanzamiento del sencillo. El video fue filmado durante julio de 2018, en un total de seis lugares diferentes – Colombia, Hong Kong, India, Estados Unidos, Sudáfrica y Brasil – y presenta a niños de cada país bailando la canción. Anitta filmó sus escenas en Colombia el 2 de julio de 2018, y luego el resto del equipo viajó a los demás países para rodar el resto de las escenas. El corte final del video se completó dos días antes del lanzamiento oficial. Tras su lanzamiento, el video reunió 10 millones de reproducciones en su primer día.

### Video de Spotify
Un video musical se estrenó en la aplicación móvil de Spotify el 10 de agosto de 2018, en el recién relanzada lista de reproducción ¡Viva Latino! y se convirtió en su segundo video vertical en estrenarse como exclusivo de Spotify. El video musical vertical presenta a Anitta cantando frente a la cámara.

## Créditos y personal
Créditos adaptados de Tidal.
- Anitta – voz, composición
- Mauricio Montaner – composición, percusión
- Jon Leone – composición, producción
- Mario Cáceres – composición
- Andy Clay – producción
- Mia Cáceres – percusión
- Sebastián Cáceres – percusión

## Posicionamiento en listas
| Listas (2018)                                  | Mejor posición |
| ---------------------------------------------- | -------------- |
| Argentina (Billboard Argentina Hot 100)        | 43             |
| Brasil (Billboard Brasil Hot 100)              | 27             |
| Brasil (Billboard Brasil Hot Pop Songs)        | 1              |
| Brasil (Pro-Música Brasil)                     | 4              |
| Chile (Monitor Latino)                         | 14             |
| Colombia (National-Report)                     | 41             |
| Estados Unidos (Billboard Latin Pop Songs)     | 35             |
| Estados Unidos (Billboard World Digital Songs) | 20             |
| México (Billboard Mexico Airplay)              | 26             |
| Portugal (AFP)                                 | 15             |
| Portugal (Billboard Portugal Digital Songs)    | 1              |
| Venezuela (National-Report)                    | 47             |

| Listas (2018)  | Posición |
| -------------- | -------- |
| Portugal (AFP) | 725      |

## Certificaciones
| País           | Organismo certificador | Certificación | Ventas certificadas | Ref    |
| -------------- | ---------------------- | ------------- | ------------------- | ------ |
| Estados Unidos | RIAA                   | Oro           | 30 000              | [ 22 ] |
| Portugal       | AFP                    | Oro           | 5 000               | [ 23 ] |